# 2013年賓塔羅火車事故
2013年賓塔羅火車事故是發生於2013年12月9日的一件火車事故，地點位在印尼雅加達的賓塔羅（Bintaro）。當地時間星期一早上。一列火車（原東京地鐵7000系）撞上了Pertamina所屬的一輛油罐車，造成至少一節女性專用車廂翻倒並起火燃燒。根據統計，此次事故中至少七人死亡，63人受傷。